# Giselle
Giselle je baletna tragedija u dva čina Adolphea Adama i jedna od najznačajnijih baletnih tragedija. Prototipom je francuske romantičarske škole, koja će iznjedriti europski klasični balet. Libreto su napisali francuski parnasovac Théophile Gautier i dramatičar Jules-Henri Vernoy de Saint-Georges na temelju pripovijetki Fantomi Victora Hugoa i Njemačka – jedna zimska priča Heinricha Heinea.
Praizveo ju je Kraljevski baletni ansambl Pariške opere 1841. godine.